# Comblessac
Comblessac est une commune française située en Ille-et-Vilaine, en Bretagne. Elle fait partie de Vallons de Haute-Bretagne communauté.

## Géographie

### Localisation
Comblessac et Val d'Anast ne sont limitrophes qu'en un quadripoint.

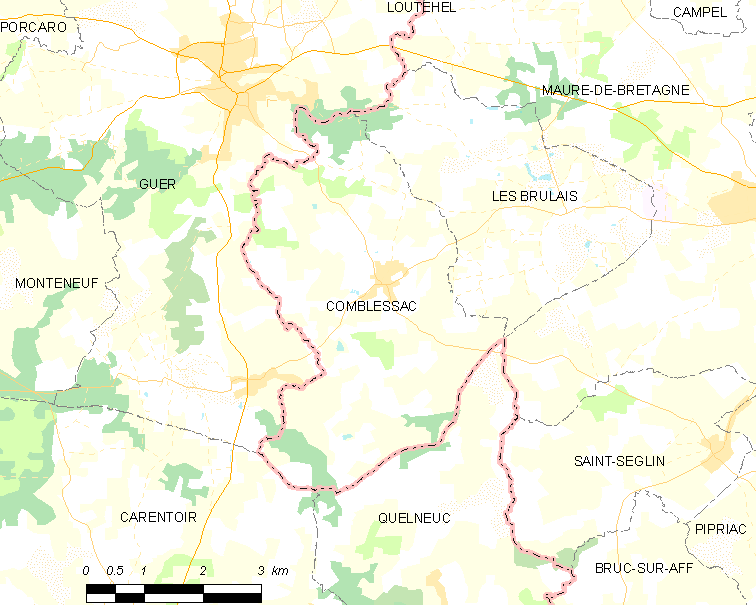
Carte de la commune.

### Hydrographie
Pour un article plus général, voir Réseau hydrographique d'Ille-et-Vilaine.
La commune est située dans le bassin Loire-Bretagne. Elle est drainée par l'Aff, les Grasses Noés et le ruisseau de Faure,,.
L'Aff, d'une longueur de 67 km, prend sa source dans la commune de Paimpont et se jette  dans l' Oust à Saint-Vincent-sur-Oust, après avoir traversé 17 communes. 

### Climat
Pour des articles plus généraux, voir Climat de la Bretagne et Climat d'Ille-et-Vilaine.
En 2010, le climat de la commune est de type climat océanique franc, selon une étude du CNRS s'appuyant sur une série de données couvrant la période 1971-2000. En 2020, Météo-France publie une typologie des climats de la France métropolitaine dans laquelle la commune est exposée à un climat océanique et est dans la région climatique  Bretagne orientale et méridionale, Pays nantais, Vendée, caractérisée par une faible pluviométrie en été et une bonne insolation. Parallèlement l'observatoire de l'environnement en Bretagne publie en 2020 un zonage climatique de la région Bretagne, s'appuyant sur des données de Météo-France de 2009. La commune est, selon ce zonage, dans la zone « Intérieur Est », avec des hivers frais, des étés chauds et des pluies modérées.
Pour la période 1971-2000, la température annuelle moyenne est de 11,5 °C, avec une amplitude thermique annuelle de 12,8 °C. Le cumul annuel moyen de précipitations est de 800 mm, avec 12,9 jours de précipitations en janvier et 6,1 jours en juillet. Pour la période 1991-2020, la température moyenne annuelle observée sur la station météorologique la plus proche, située sur la commune de Guer à 4 km à vol d'oiseau, est de 12,3 °C et le cumul annuel moyen de précipitations est de 872,7 mm,. Pour l'avenir, les paramètres climatiques de la commune estimés pour 2050 selon différents scénarios d'émission de gaz à effet de serre sont consultables sur un site dédié publié par Météo-France en novembre 2022.

## Urbanisme

### Typologie
Au 1er janvier 2024, Comblessac est catégorisée commune rurale à habitat dispersé, selon la nouvelle grille communale de densité à sept niveaux définie par l'Insee en 2022.
Elle est située hors unité urbaine. Par ailleurs la commune fait partie de l'aire d'attraction de Guer, dont elle est une commune de la couronne,. Cette aire, qui regroupe 9 communes, est catégorisée dans les aires de moins de 50 000 habitants,.

### Occupation des sols
L'occupation des sols de la commune, telle qu'elle ressort de la base de données européenne d'occupation biophysique des sols Corine Land Cover (CLC), est marquée par l'importance des territoires agricoles (86 % en 2018), en diminution par rapport à 1990 (87,2 %). La répartition détaillée en 2018 est la suivante : 
terres arables (44,7 %), zones agricoles hétérogènes (27,5 %), prairies (13,7 %), forêts (12,2 %), zones urbanisées (1,9 %). L'évolution de l'occupation des sols de la commune et de ses infrastructures peut être observée sur les différentes représentations cartographiques du territoire : la carte de Cassini (XVIIIe siècle), la carte d'état-major (1820-1866) et les cartes ou photos aériennes de l'IGN pour la période actuelle (1950 à aujourd'hui).

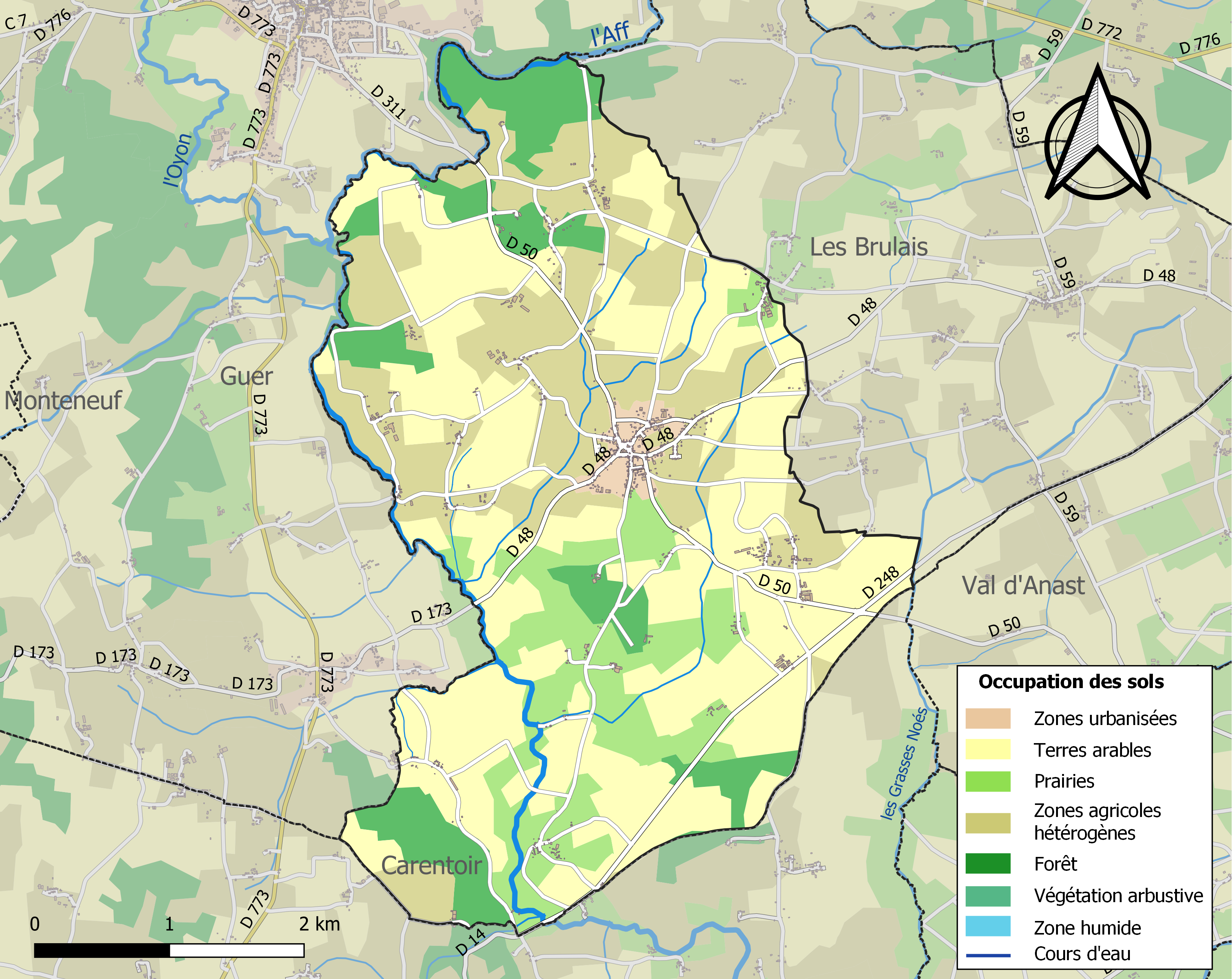
Carte des infrastructures et de l'occupation des sols de la commune en 2018 (CLC).

## Toponymie
Le nom de la localité est attesté sous les formes Cambliciacus au VIe siècle, Cambliciago en 830, Cambliaco en 1122, Combliacico en 1185, Comblessac en 1246, Cambleçac en 1285.
On remarque dans certaines graphies, la racine comb- avec un  o  ce qui indiquerait une origine gauloise cambo-, « courbe, méandre ». La seconde partie est sans doute également issue du gaulois -lissos, « cour, palais ». Le suffixe de localisation -ac, évolution du –akon est lui aussi gaulois[réf. nécessaire].
Le « lieu du château du méandre » : Comblessac est situé entre deux ruisseaux, le ruisseau de Faure et un affluent de l'Aff[réf. nécessaire].
Comb'ssa en gallo.

## Histoire

### Antiquité
La découverte de terres cuites architecturales (tegulae, imbrex, etc.) en périphérie immédiate du village suggère que ce dernier est occupé au moins depuis l'époque gallo-romaine.
La voie romaine de Condate Riedonum (Rennes) et Juliomagus (Angers) à Vorgium (Carhaix), dénommée par la suite Chaussée d'Ahès suit la limite de la commune de Carentoir avec celles de Comblessac, Guer et Monteneuf. Elle passe par le château du Mur, comme le décrit cet extrait d'un article publié en 1907 : « Des traces, encore bien apparentes, la montrent arrivant de la Touche du Mur à la vieille chapelle, traversant la cour, passant près de la porte méridionale du camp romain, d'où elle descend la colline pour traverser la rivière au vieux pont de Marsac [sur l'Aff], que nous avons encore vu dans notre jeunesse, et, de là, se diriger, par le Ronceray et le Larday, sur Maure et Lohéac ».
« Le camp romain [situé en majeure partie en Comblessac, mais à la limite de Carentoir] est ce vaste enclos qui couronne, à l'est, la pointe extrême du promontoire ; il présente la forme d'un parallélogramme aux angles émoussés, dont la base peut avoir de 200 à 220 mètres de développement sur 60 à 80 m de largeur. Il se dirige du sud au nord et deux portes sont à ses deux extrémités. C'est un de ces camps appelés stativa, où les Romains hivernaient plusieurs années de suite et qu'ils fortifiaient en conséquence. (..) Du côté oriental l'enceinte est plutôt irrégulière et ä peine indique par un faible talus en pierre : de ce côté le camp était en effet défendu par la rivière d'Aff (..). C'est du côté opposé surtout que les fortifications s'imposaient. De fait, un immense talus de pierre, recouvert de terre, se présente d'abord ; puis un large fossé, avec pont-levis, et des douves presque comblées, mais encore reconnaissables ». François-Marie Cayot-Délandre écrit en 1847 que deux ouvrages avancés sont placés, à l'est du cam, à 17 mères en dessous, mais dominant l'Aff d'une vingtaine de mètres ; il écrit aussi que ce «camp des Romains» est aussi appelé par les paysans des environs "Butte-aux-Fées" ou encore "Tombeau du général Romain".
À 300 mètres plus au nord se trouvent les ruines d'un ancien temple romano-celtique, le Temple romano-celtique heptagonal du Mur en Comblessac (classées monument historique en 1978, mais il en reste peu de choses).

### Moyen Âge
Selon la Vie de saint Melaine, le légendaire roi de Vannes Eusebius aurait cédé le territoire de Comblessac à l'évêque de Rennes.

### Époque contemporaine
Réseau de résistants, au Bois Jan, sur la route de Guer. Une stèle remémore un parachutage d'arme pendant la Seconde Guerre mondiale. Les résistants venaient de partout, certains ont été déportés et sont morts en déportation. D'autre, emprisonnés et certains se sont enfuis et ont remis des actes de résistance ailleurs[réf. nécessaire].

## Démographie
L'évolution du nombre d'habitants est connue à travers les recensements de la population effectués dans la commune depuis 1793. Pour les communes de moins de 10 000 habitants, une enquête de recensement portant sur toute la population est réalisée tous les cinq ans, les populations de référence des années intermédiaires étant quant à elles estimées par interpolation ou extrapolation. Pour la commune, le premier recensement exhaustif entrant dans le cadre du nouveau dispositif a été réalisé en 2006.

En 2022, la commune comptait 677 habitants, en évolution de −1,88 % par rapport à 2016 (Ille-et-Vilaine : +5,46 %, France hors Mayotte : +2,11 %).
| 1793 | 1800 | 1806 | 1821 | 1831 | 1836 | 1841 | 1846 | 1851 |
| ---- | ---- | ---- | ---- | ---- | ---- | ---- | ---- | ---- |
| 705  | 750  | 759  | 717  | 629  | 854  | 804  | 828  | 813  |

| 1856 | 1861 | 1866 | 1872 | 1876 | 1881 | 1886 | 1891 | 1896 |
| ---- | ---- | ---- | ---- | ---- | ---- | ---- | ---- | ---- |
| 804  | 823  | 837  | 774  | 831  | 865  | 896  | 954  | 959  |

| 1901 | 1906 | 1911 | 1921 | 1926 | 1931 | 1936 | 1946 | 1954 |
| ---- | ---- | ---- | ---- | ---- | ---- | ---- | ---- | ---- |
| 936  | 938  | 915  | 818  | 806  | 784  | 716  | 666  | 649  |

| 1962 | 1968 | 1975 | 1982 | 1990 | 1999 | 2006 | 2011 | 2016 |
| ---- | ---- | ---- | ---- | ---- | ---- | ---- | ---- | ---- |
| 641  | 581  | 535  | 489  | 497  | 487  | 588  | 679  | 690  |

| 2021 | 2022 | - | - | - | - | - | - | - |
| ---- | ---- | - | - | - | - | - | - | - |
| 683  | 677  | - | - | - | - | - | - | - |

## Lieux et monuments

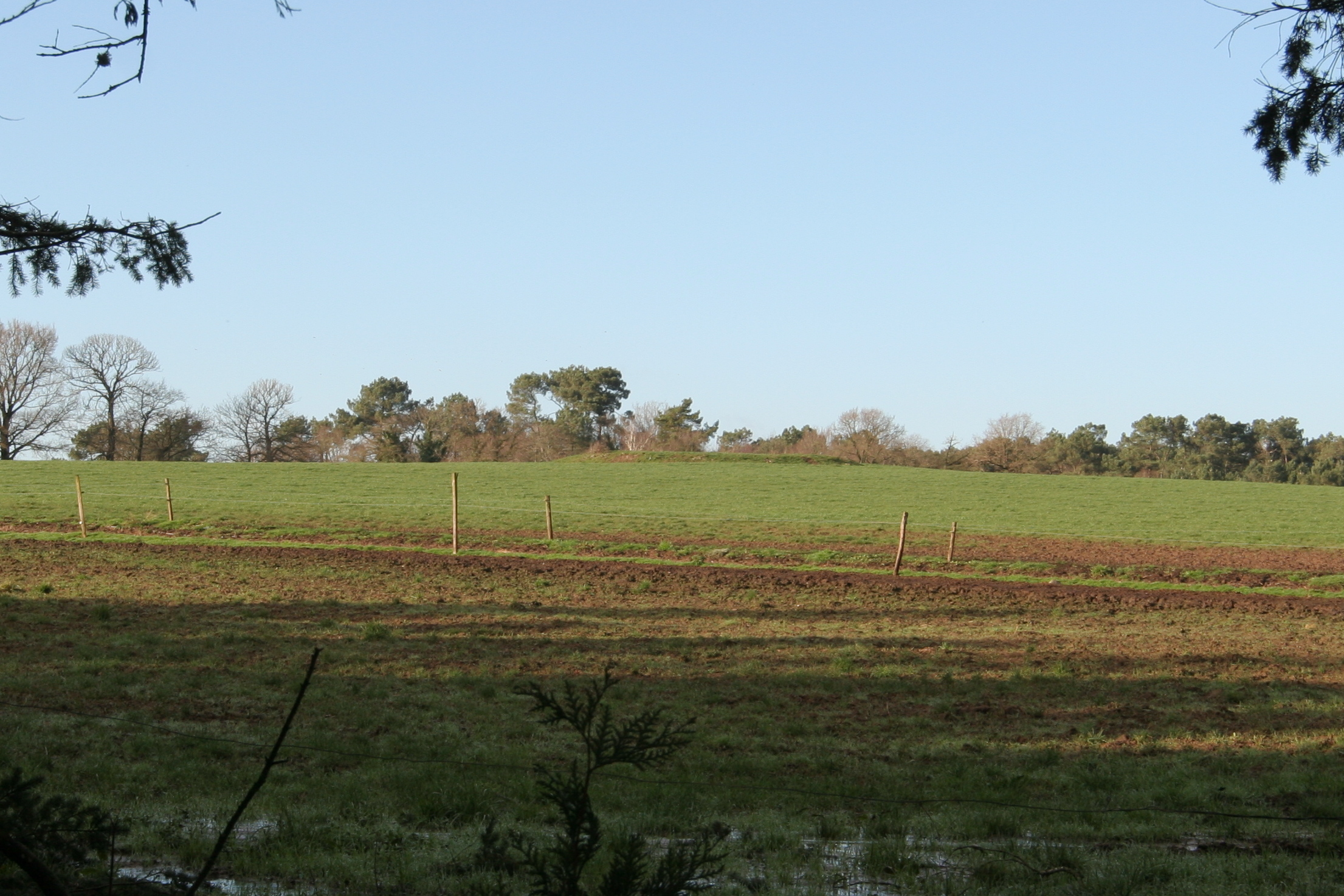
Vestiges du temple romano-celtique du Mur.
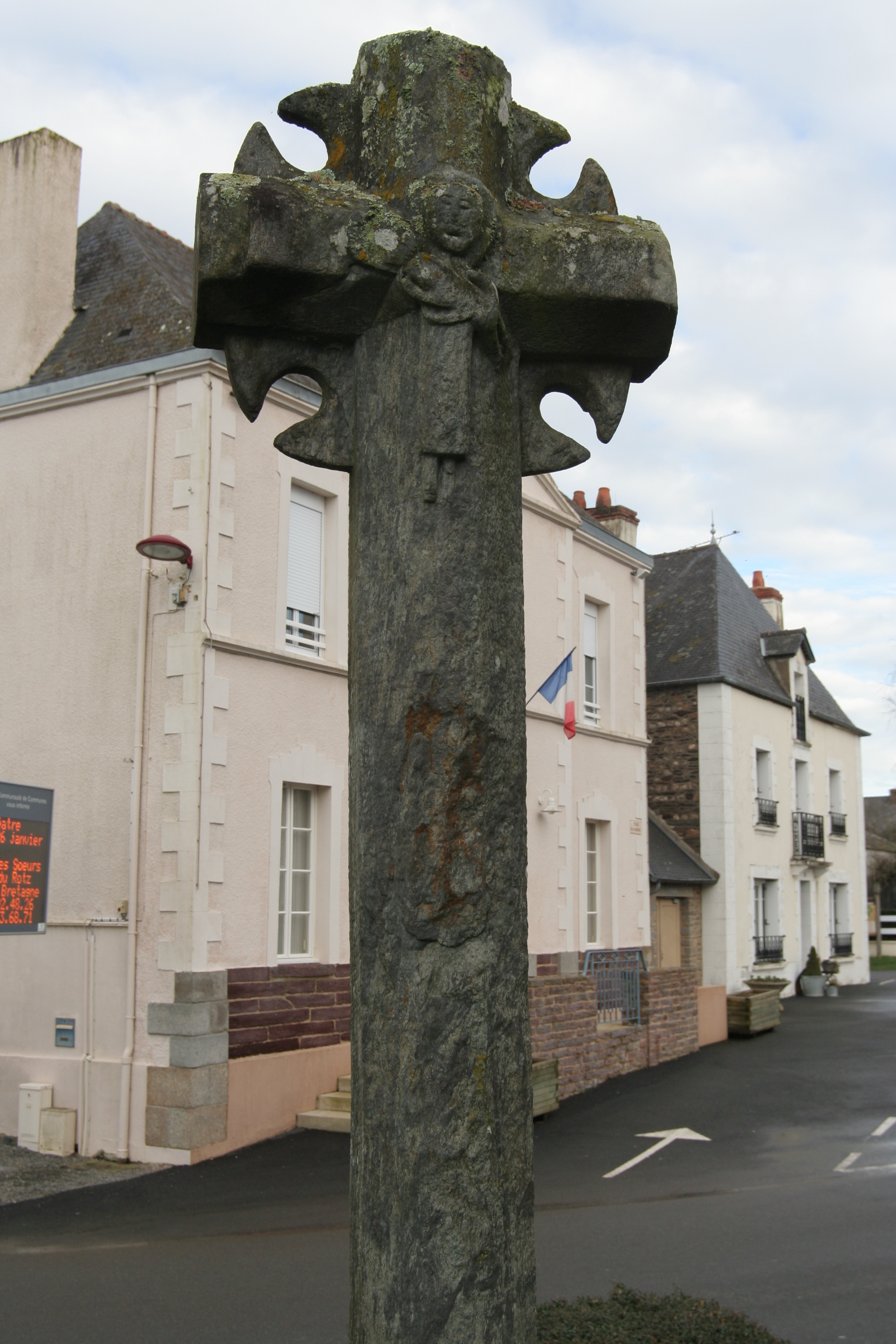
Croix du XVIe siècle, place de l'Église.
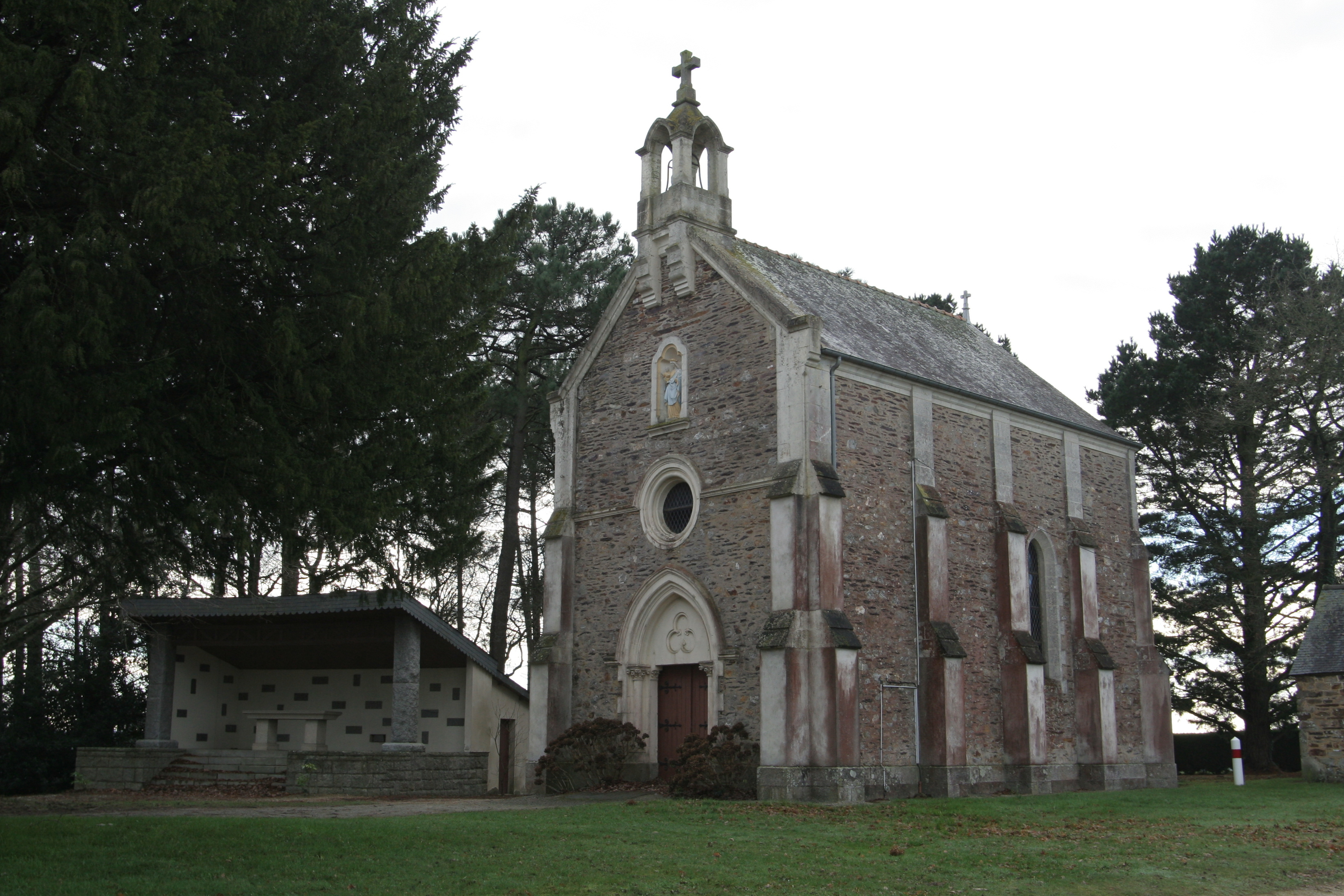
Chapelle Notre-Dame à Lorette.
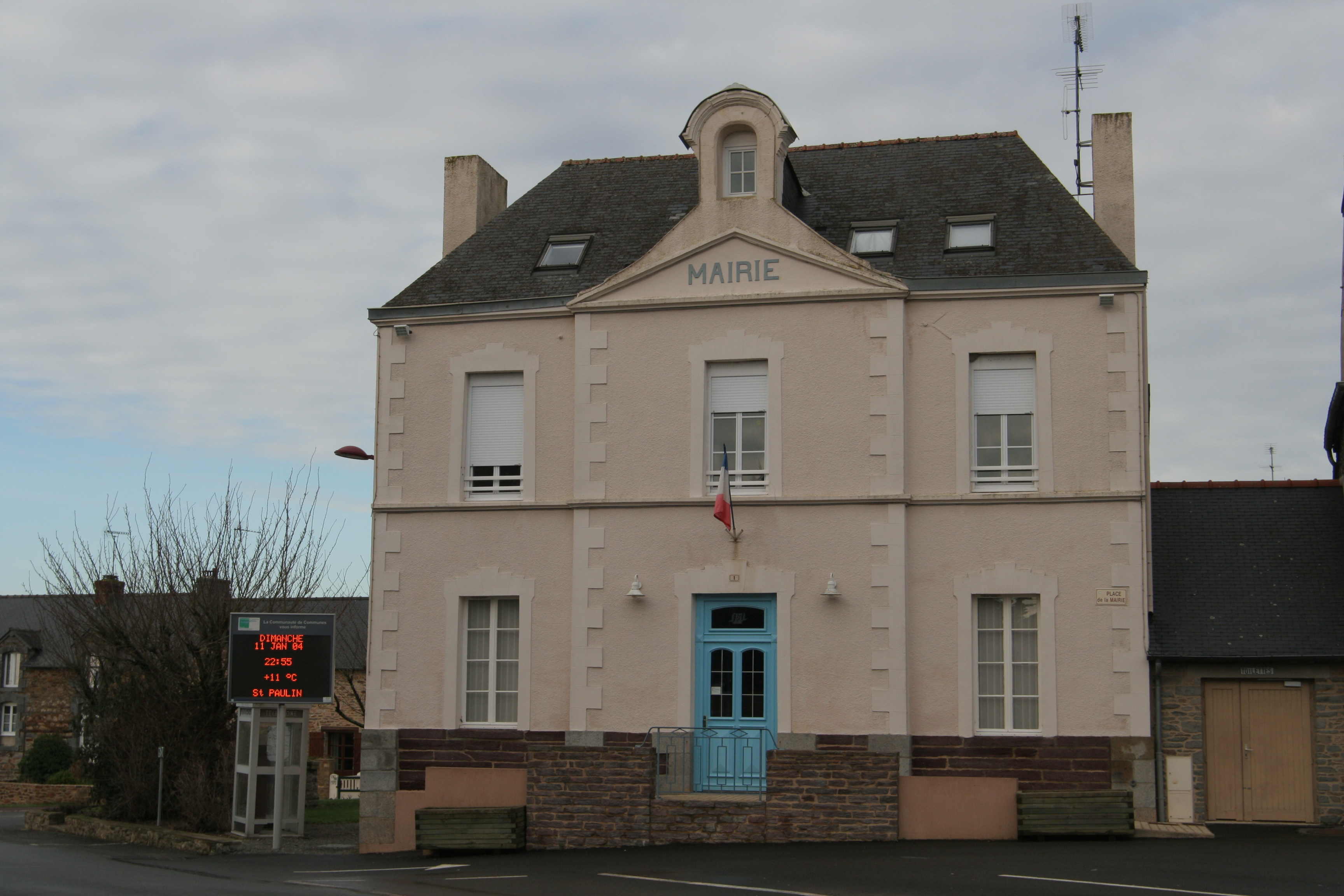
Mairie.

La commune abrite un monument historique :
- Les restes d'un temple romano-celtique heptagonal (fanum) situé au lieu-dit le Mur. Il a été classé par arrêté du 6 septembre 1978[29].

On trouve également :
- L'église paroissiale Saint-Éloi, construite en 1850[31],
- La chapelle Saint-Conwoïon, fondateur de Redon, route de Carentoir[32],
- La chapelle Notre-Dame-de-Lorette, construite en 1883[33].

## Événements, festivals
Fête du Cheval, Musique et Tradition. Événement se déroulant le dernier week-end de juin chaque année sur le site du Vauvert. Elle rassemble des groupes de musiques bretonnes des villes voisines et présente les différents métiers du XIXe jusqu'au milieu du XXe siècle.

## Personnalités liées à la commune
- Saint Conwoïon : lieu de naissance vers 800, mort en 868.
- Famille de Lambert
- Jean-Pierre Bakrim, mort à Comblessac en 2009